# Gorgorhynchoides lintoni
Gorgorhynchoides lintoni is een soort in de taxonomische indeling van de Acanthocephala (haakwormen). De worm wordt meestal 1 tot 2 cm lang. Ze komen algemeen voor in het maag-darmstelsel van ongewervelden, vissen, amfibieën, vogels en zoogdieren.
De haakworm komt uit het geslacht Gorgorhynchoides en behoort tot de familie Rhadinorhynchidae. Gorgorhynchoides lintoni werd in 1970 beschreven door Cable & Mafarachisi.